# Holly Herndon

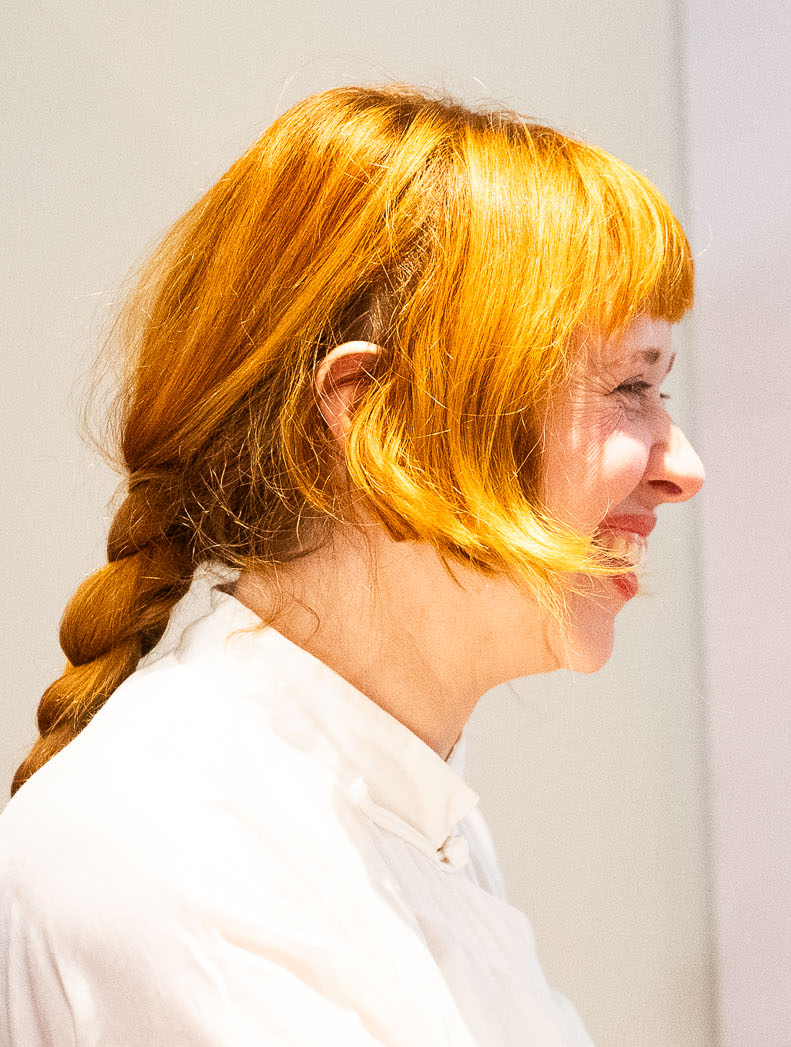
Holly Herndon (2024)

Holly Herndon (geb. 1980 in Johnson City, Tennessee) ist eine US-amerikanische Komponistin, Musikerin und Klangkünstlerin. Sie wurde 2023 von der Zeitschrift Time zu den hundert erfolgreichsten Personen im Bereich der Künstlichen Intelligenz (KI) gezählt. Gemeinsam mit Mat Dryhurst verwendet sie eine selbst entwickelte KI, um menschliche Stimmen musikalisch zu verändern und Gesangsprozesse zu kreieren.

## Biografie

### Leben
Als Teenager lebte Herndon im Rahmen eines Highschool-Austauschprogramms mehrere Jahre in Berlin und entdeckte die dortige Tanz- und Technoszene. Zurück in den USA besuchte sie das Mills College in Oakland, California und komponierte das vokalgenerierte Stück 195, das ihr 2010 den Elizabeth Mills Crothers Award als beste Komponistin einbrachte. Sie konzentrierte sich auf Laptop-Performance und nutzt den Laptop nach wie vor für ihren Kompositionsprozess. Im Jahr 2011 veröffentlichte sie Car, einen fast einstündigen Track auf Kassette. Im Laufe ihres Kompositionsstudium an der Stanford University und ihrer Promotion am Center für Computer Research in Music and Acoustics spezialisierte sie sich auf experimentellen Avantgarde-Pop sowie auf elektronische Musik. Sie studierte unter John Bischoff, James Fei, Maggi Payne sowie Fred Frith und erhielt ihren MFA in Electronic Music and Recording Media. In ihrem Album Proto trainierte sie mit ihrer Stimme eine künstliche Intelligenz, die als „Spawn“ eigene Produktionen generiert.

### DebütalbumMovement(2012)
Während sie Mills besuchte, begann sie mit der Entwicklung ihres Debütalbums Movement. Movement wurde im November 2012 über RVNG Intl, ein Plattenlabel mit Sitz in Brooklyn, produziert. Für das Album verwendete sie die visuelle Programmiersprache Max/MSP, um benutzerdefinierte Instrumente und Gesangsprozesse zu erstellen.
Movement erhielt eine Punktzahl von 8,1 auf Pitchfork mit der Begründung, dass Herndon „ihre kristalline Stimme als Hauptinput für ihren Laptop verwendet und zu einer ergreifenden Verbindung von elektronischer Zugänglichkeit und experimenteller Komposition gelangt.“
Laut The Quietus „hat der Sound von Movement sicherlich seine Vorfahren und Zeitgenossen – es ist möglich, Spuren von Coil und Aphex Twin bis hin zu Ellen Allien und Laurel Halo im Mix zu erkennen –, aber er enthält gleichermaßen Elemente, sowohl klanglich als auch thematisch, die ganz anders sind als jede andere elektronische Musik bisher. [...] Herndons Musik spiegelt die mehrdeutige Natur unserer Interaktionen mit diesen Technologien wider. Es ist abwechselnd sinnlich, glückselig und verstörend und deutet oft auf alle drei Zustände gleichzeitig hin.“

### Touren und Ausstellungen
Nach der Veröffentlichung tourte sie international und kooperierte bei einer Reihe von Kunstprojekten z. B. mit dem iranischen Schriftsteller Reza Negarestani, dem Chicagoer Produzenten Jlin und Hieroglyphic Being. Ihre Zusammenarbeit mit Conrad Shawcross wurde im Palais de Tokyo in Paris ausgestellt. Sie spielte das CTM Festival am 31. Januar 2013 in Berlin.

### SingleChorus(2014)
Ihre Single Chorus wurde am 24. Januar 2014 mit einem Musikvideo von Akihiko Taniguchi veröffentlicht. Chorus wurde von Pitchfork als bester neuer Track ausgezeichnet. Für Sounds, um den Song zu erstellen, sampelte Herndon ihre Surferfahrung im Internet und integrierte Quellen wie YouTube und Skype. Das Video konzentriert sich explizit auf die persönliche Art und Weise des modernen Computings. Herndon sagt: „Je komfortabler wir uns mit diesen Geräten fühlen, desto anfälliger sind wir. Wir lernen immer mehr über die NSA-Enthüllungen; ich denke, es ist wirklich interessant, dass wir noch nie so intim mit diesen Maschinen waren und gleichzeitig noch nie einen solchen Grund hatten, ihnen gegenüber misstrauisch zu sein. Wir wollten beide Seiten einfangen.“
Die vollständige Chorus-EP wurde ebenfalls im Januar sowohl auf Vinyl als auch digital veröffentlicht und erhielt eine 8,0 sowie eine positive Rezension in Pitchfork. Laut Create Digital Music haben es „nur wenige Künstler geschafft, den dunklen Schlag des Techno mit den komplizierten Konstruktionen postminimalistischer neuer Musik so zu verschmelzen wie Holly Herndon. Ihr schnell unterbrochener, ätherischer Gesang schwebt über komplexen, von Tanzmusik inspirierten Maschinen und erzeugt einen Effekt, der wunderschön und beängstigend zugleich ist.“

### SingleHome(2014)
Herndon veröffentlichte die Single Home am 16. September 2014 mit einem Video unter der Regie des niederländischen Designstudios Metahaven. Laut Herndon fängt es ihr Gefühl ein, das Vertrauen in die Elektronik nach den Enthüllungen zu verlieren, dass die NSA überwacht, was einige Amerikaner online tun. Home setzt das Thema der Überwachung von Chorus fort: „Es ist ein Liebeslied für neugierige Blicke (ein Agent / ein Kritiker) und auch ein Trennungslied von den Geräten, mit denen ich eine naive Beziehung teilte.“

### AlbumPlatform(2015)
Herndons zweites Album Platform wurde am 19. Mai 2015 veröffentlicht. Das Album untersucht eine komplizierte Beziehung zur Technologie und enthält einen Track mit dem Titel Lonely at the Top, der eine autonome sensorische Meridianreaktion (ASMR) auslösen soll.

### AlbumProto(2019)
Herndons drittes Album Proto wurde am 10. Mai 2019 in voller Länge veröffentlicht. In Zusammenarbeit mit ihrem Partner Mathew Dryhurst und dem Programmierer Jules LaPlace setzten sie eine singende KI ein, die sie im Laufe mehrerer Jahre entwickelt hatten.

### Lehre
Herndon hat im Rahmen von Konferenzen, Festivals, Akademien und Mentorenprogrammen, wie dem Forecast, in Berlin unterrichtet, Vorträge gehalten und Workshops durchgeführt.

## Diskografie

### Studio-Alben
| Titel     | Veröffentlichung  | Label        | Format                 |
| --------- | ----------------- | ------------ | ---------------------- |
| Car       | 2011              | Independent  | Cassette, digital      |
| Movement  | 13. November 2012 | [RVNG Intl.] | 12″ vinyl, Digital     |
| Chorus EP | 21. Januar 2014   | RVNG Intl.   | 12″ vinyl, digital     |
| Platform  | 19. Mai 2015      | 4AD          | 12″ vinyl, digital     |
| Proto     | 10. Mai 2019      | 4AD          | CD, 12″ vinyl, digital |

### Singles
| Titel   | Veröffentlichung   | Format             | Album                |
| ------- | ------------------ | ------------------ | -------------------- |
| Dilato  | 13. November 2012  | Digital, score     | Movement             |
| Chorus  | 24. Januar 2014    | 12″ vinyl, digital | Chorus EP            |
| Home    | 16. September 2014 | Digital            | Platform             |
| Lucifer | 6. August 2021     | Digital            | MUTANTS VOL. 5: FREE |

### Kompositionen
- 2010: 195 (Gewinnerin des Elizabeth Mills Crothers Award für die beste Komposition 2010)
- 2013: BodySound: Solo Duet mit Cuahtemoc Peranda
- 2013: ADA mit Conrad Shawcross
- 2013: Being There mit TILT Brass

### Kooperationen, Sonstiges
- 2009: Score Generating Vocal Network Piece
- 2009: Mills Improvisation Ensemble
- 2010: +Dialog
- 2011: CCM
- 2011: CCM Artist in Residency Series
- 2012: <body> mit Mathew Dryhurst
- 2012: Collusion mit Reza Negarestani & Mathew Dryhurst
- 2013: C.回.R mit Mathew Dryhurst – hackathon
- 2013: K回IRO mit Mathew Dryhurst – exhibit
- 2014: Call mit Mathew Dryhurst and Metahaven

### Music Videos
- 2015: Interference
- 2015: Morning Sun
- 2018: Godmother
- 2019: Eternal[30]